# سلكوت مذهب
السِّلْكُوت المُذَهَّب أو خنفساء أرضية ذهبية (الاسم العلمي Carabus auratus)، نوع من السلكوتيات. تطول من 1.7 إلى 1.2 سم. موطنها الأصيل في أجزاء من أوروبا الوسطى والغربية.